# Евфросиния Колюпановская
Евфроси́ния Колюпа́новская (в миру — Евдоки́я Григо́рьевна Вя́земская; ок. 1758 — 3 июля 1855, село Колюпаново Алексинского уезда Тульской губернии) — православная подвижница. Княжна из рода Вяземских, фрейлина императрицы Екатерины II. Желая посвятить себя Богу, тайно оставила двор, инсценировав свою смерть, и стала юродивой.
Канонизирована в 1988 году как местночтимая святая Тульской епархии в лике блаженных, память совершается (по юлианскому календарю): 3 июля и 22 сентября (собор Тульских святых).

## Жизнеописание

### Мирская жизнь
Сведения о жизни Евфросинии в миру крайне скудны. Родилась она около 1758 года в семье князя Григория Ивановича Вяземского (представитель младшей ветви рода князей Вяземских). Княжна Евдокия в 1776 году стала выпускницей первого выпуска воспитанниц Воспитательного общества благородных девиц при Смольном монастыре (позже — Смольный институт) и была пожалована во фрейлины ко двору императрицы Екатерины II:6.
Благодаря своему происхождению Евдокия Вяземская была знакома со многими представителями высшего общества своего времени, включая полководца Александра Суворова и князя Юрия Долгорукова (будущий московский градоначальник). По её рассказам, она вместе с камергером Александром Нарышкиным (будущий главный директор императорских театров) развлекала скуку императрицы:6.
Сколько времени Евдокия прожила при дворе — неизвестно. Однажды во время пребывания императорского двора в Царском Селе она вместе с двумя другими фрейлинами (М. Я. Сониной и девицей Саломией) инсценировала свою смерть. Девушки оставили свои платья на берегу пруда, и, одевшись крестьянками, бежали, начав странствовать. Причины и обстоятельства этого поступка остаются неизвестными. По словам духовника старицы Евфросинии, причиной её бегства стало желание посвятить себя Богу. Он сообщает следующее предание, связанное с её бегством, в котором отсутствует инсценировка утопления:

…она просто скрылась из Дворца, почему и было дано приказание по разным дорогам, чтобы задержать её, и когда она, переодевшись в крестьянское платье, пробиралась в Москву, на перевозе через одну реку была узнана исправником, и, согласно предписанию, возвращена в столицу. Императрица приняла её ласково, и испытав о причине ея бегства с другими придворными, притом уверившись в ея твердой решимости посвятить себя на служение Богу, дозволила вступить в монастырь по желанию, и отпуская от себя, подарила иноческое платье из блестящей материи…:18

### Начало странствий. Введенский Владычный монастырь

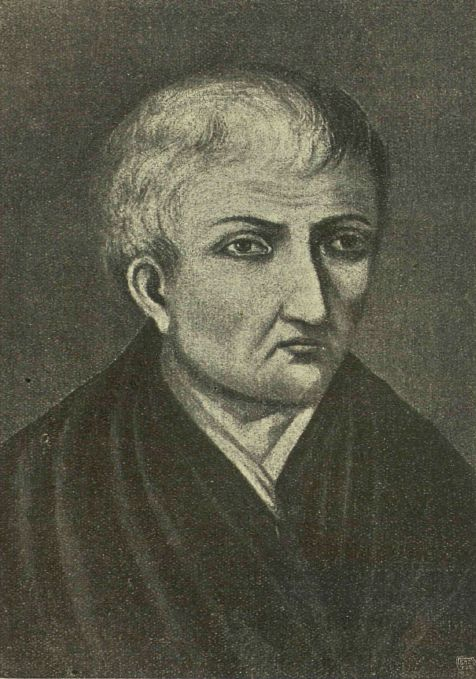
Старица Евфросиния

После ухода из мира Евдокия начала свои скитания по различным монастырям и храмам, которые продолжались более десяти лет. По её рассказам, некоторое время она трудилась на скотном дворе Спасо-Суморина монастыря, где находились мощи Феодосия Тотемского:8. Когда физические силы её оставили, она направилась в Москву, где в 1806 году встретилась с митрополитом Платоном, который, выслушав её историю, дал ей благословение на подвиг юродства. Со своим письмом митрополит направил княжну во Серпуховской Владычний Введенский женский монастырь под вымышленным именем «дуры Евфросинии».
Игуменья Дионисия милостиво приняла новую насельницу. Вначале она жила в сестринском корпусе, а затем поселилась в небольшой избушке в окрестностях монастыря. По свидетельству Виталии (послушница, а затем монахиня Владычного монастыря) митрополит Платон в своём письме известил игуменью о происхождении Евфросинии, о нём знали и некоторые другие монахини:45.
Евфросиния одевалась в рубашку из толстого сукна, поверх её надевала ветхий капот, а в зимнее время — мужской тулуп. В праздничные дни Еврофсиния надевала кафтан из серого домотканого сукна. С её разрешения был сделан её портрет в таком костюме (см. слева):21. На теле под одеждой она носила вериги — железную цепь на шее с крупным медным крестом:10. Веригоношение было тайным. Когда помещица Е. А. Дубровина случайно открыла, что старица носит вериги, то Евфросиния сказала, что это её тайна и запретила её разглашать. Волосы её были короткостриженными, иногда она обматывала голову тряпицей или надевала шапочку. Старица всегда ходила босой, не надевая обувь даже зимой.
В своей избушке Евфросиния держала двух кошек, трёх собак, кур и индеек. При этом спала на полу вместе со своими собаками. На вопрос, зачем она это делает, старица отвечала — «Я хуже собак»:10. В доме она никогда не убиралась, пол был завален остатками пищи её животных, отчего в помещении стоял смрад:

Однажды игуменья Евгения Озерова сказала «Матушка, зачем вы держите животных? Такой ужасный воздух!». Она засмеялась и отвечала: «Это мне заменяет духи, которых так много я употребляла при дворе»:10.

При этом летом в жару она топила в своей избе печь, а зимой, наоборот, в её доме стоял холод.

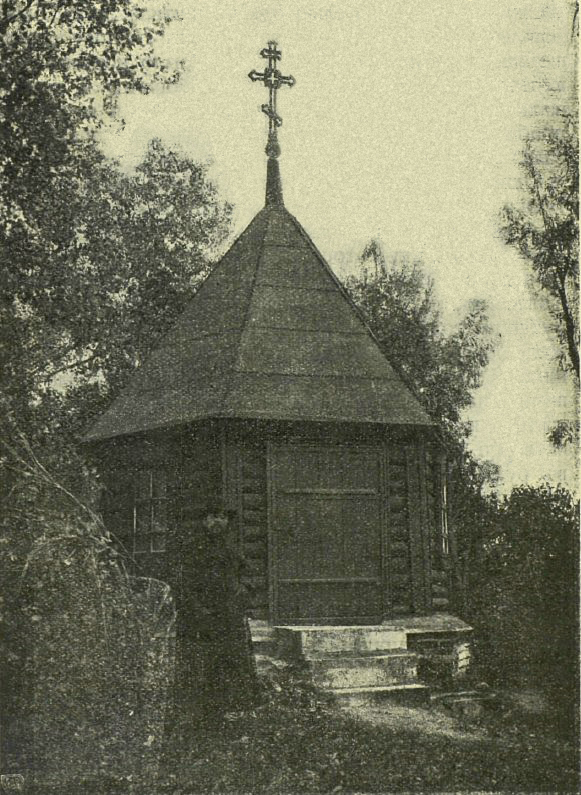
Монастырская часовня, которую посещала Евфросиния

По ночам старица ходила вокруг монастыря, распевая псалмы, а днём собирала в монастырском бору грибы, травы и цветы. Травы Евфросиния отдавала приходившим к ней больным. Для молитв Евфросиния посещала часовню, располагавшуюся рядом с монастырём, а в монастырский собор приходила на литургию. На исповедь Евфросиния ходила к монастырскому духовнику, причащалась всего один раз в год в Великий четверг. В день празднования Крещения Господня вместе с крестным ходом ходила на иордань на реке Нара и в своей власянице окуналась в воду, призывая других: «Идите, ребята, горячая баня, ступайте, мойтесь!».
В период своей жизни во Владычном монастыре Евфросиния неоднократно встречалась с митрополитом Московским и Коломенским Филаретом (Дроздовым), который почитал её как подвижницу:

Когда митрополит приезжал в монастырь, старица выходила за монастырскую ограду и встречала его, подходила к нему под благословение, целовала ему руку, и он так же целовал у неё руку, а когда он уезжал из монастыря, старица провожала его за монастырские ворота:10.

После прихода в Введенский монастырь новой игуменьи Иларии начались притеснения Евфросинии. В одних жизнеописаниях не указывается характер этих притеснений и сообщается только, что это была зависть и злоба:19. В других причиной отъезда Евфросинии из Владычного монастыря называется убийство её трёх собак, совершённое по указанию новой игуменьи в присутствии старицы:47. В 1845 году Евфросиния оставляет монастырь и переселяется в село Колюпаново Тульской губернии, расположенное на правом берегу Оки.

### Жизнь в селе Колюпаново

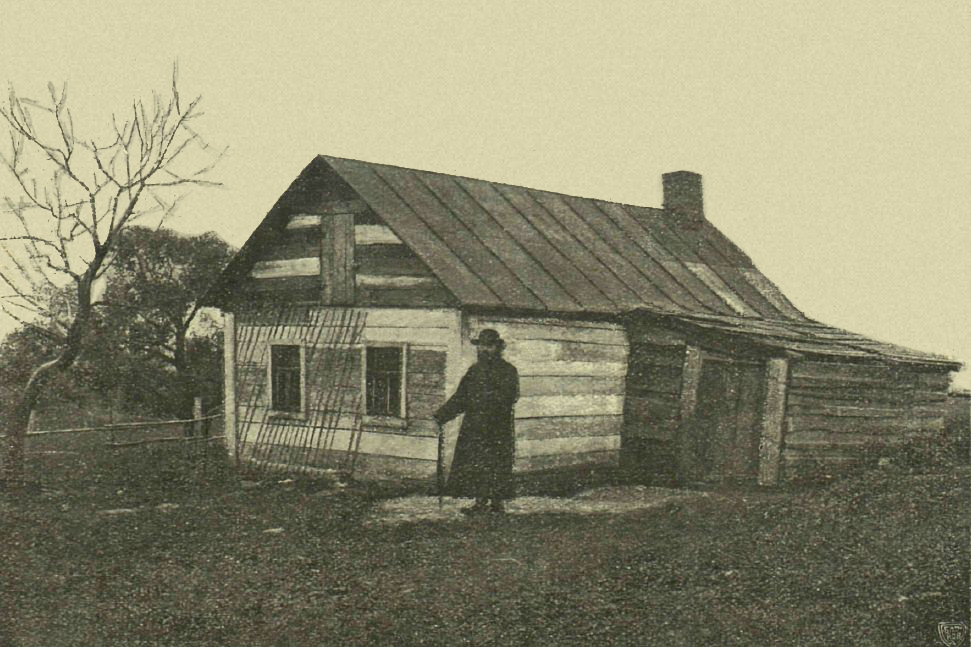
Избушка блаженной Евфросинии, построенная ей Алексеем Цемшем

В село Колюпаново Евфросиния переселилась по приглашению одной из своих почитательниц — помещицы Натальи Алексеевны Протопоповой и прожила в нём последние 10 лет своей жизни. Из Владычного монастыря Евфросиния взяла с собой только икону Иисуса Христа с предстоящими Богородицей и Николаем Чудотворцем. Для старицы Наталья Алексеевна построила отдельный домик рядом со своей помещичей усадьбой, но юродивая Евфросиния загнала в него корову, а сама поселилась в небольшой комнате в помещениях дворни:12. Как и в монастыре, с собой она поселила животных, которых выгоняла из комнаты только в день принятия ею причастия.
Духовником Евфросинии стал священник колюпановской Казанской церкви Павел Просперов. Из села старица уезжала к своим почитателям, у которых гостила иногда длительное время. Путешествовала она чаще всего пешком, реже в кибитке, в которую сажала с собой кошку с собакой:20. Наибольшую привязанность Евфросиния испытывала к управляющему Мышегского чугунолитейного завода Алексею Цемшу, которого называла «сынок». Он построил для старицы в своём саду келью, в которой она порой проживала по несколько месяцев. В этой келье стоял гроб, в который Евфросиния ложилась отдохнуть, другой мебели в ней не было:56.

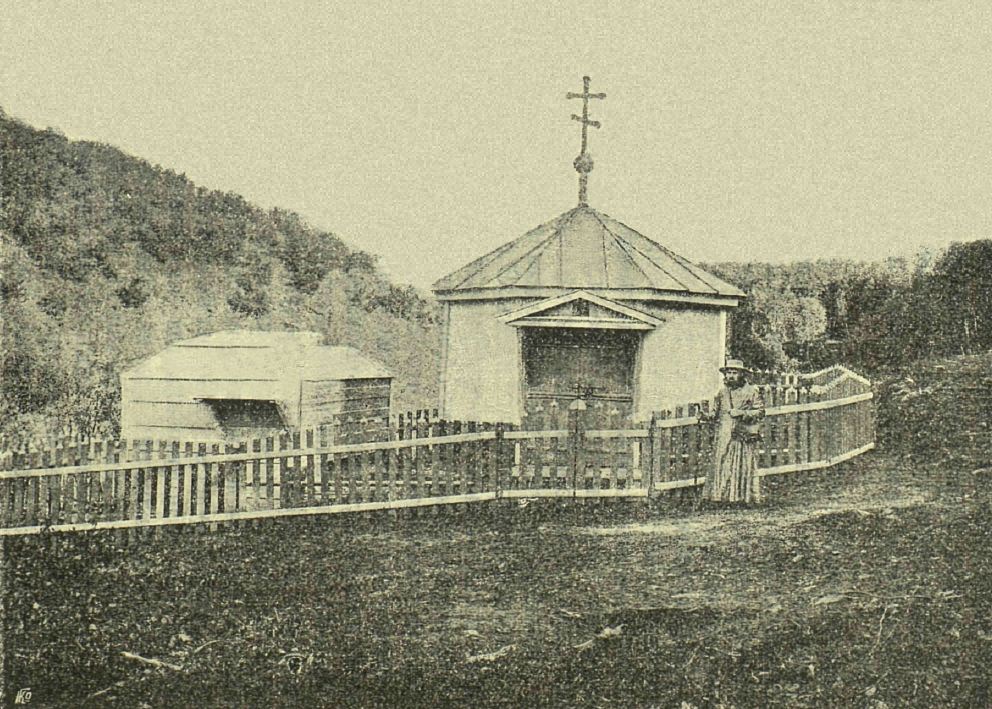
Часовня и купальня на источнике блаженной Евфросинии

Для уединённых молитв Евфросиния выбрала овраг на берегу Оки в окрестностях села. Рядом с протекающей по дну оврага речкой она вырыла колодец и приходившим к ней больным говорила — «Берите воду из моего колодезя — и будете здоровыми».
С жизнью Евфросинии в Колюпанове связано появление историй о её даре исцелять больных. Особо разговоры об этом стали распространяться в связи со следующими случаями:
- исцеление помещицы Н. Протопоповой, которая страдала болезнью ног и кровохарканием (по указанию старицы её вымыли в бане, в печь которой поставили котёл с лошадиным навозом)[3]:26;
- исцеление помещика А. П. Полоскова, племянника Н. Протопоповой, тяжело заболевшего накануне своей свадьбы (для него Евфросиния приготовила ванну с собранными ею травами)[3]:24-25;
- помощь помещице Н. Кореловой, которая трое суток мучилась родами (Евфросиния растёрла ей бока и спину деревянным маслом и пообещала благополучные роды с первым ударом колокола, что исполнилось)[3]:28.

Также на основе рассказов близких к Евфросинии лиц ей приписывали дар прозорливости (возможность видеть будущее). К наиболее часто упоминаемым историям относятся предсказание послушнице Сезёновского монастыря сана игуменьи и назначения на Тульскую и Белёвскую кафедру епископа Димитрия (Муретова). Почитатели обращались к ней «матушка Евфросиния»:20, хотя факт и обстоятельства принятия ею монашеского пострига неизвестны. Евфросиния получила такую широкую известность, что епископ Димитрий в свою первую поездку по епархии заехал в село Колюпаново для встречи с ней.

### Смерть

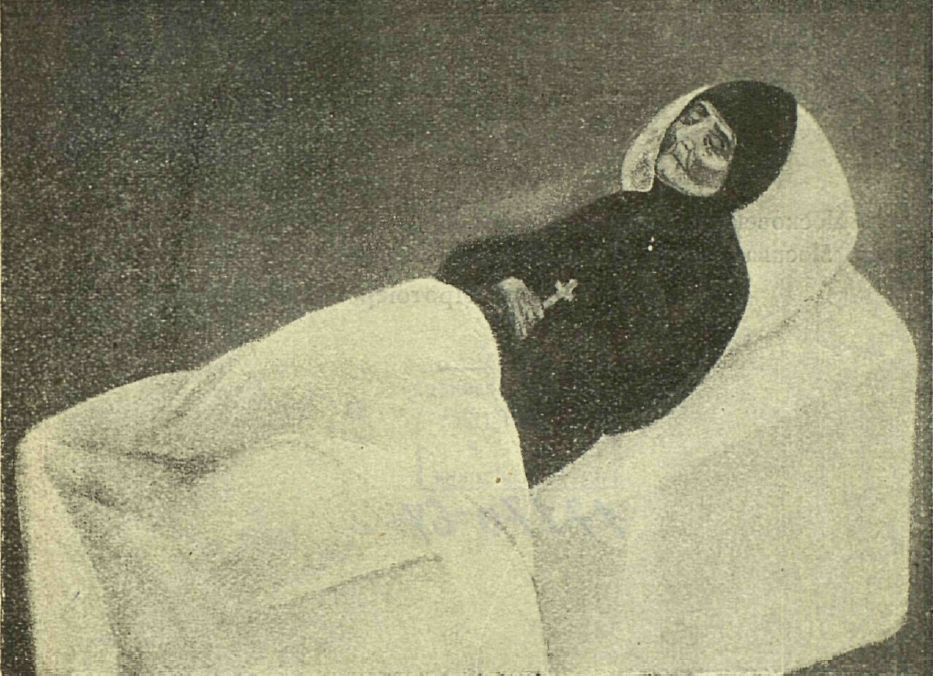
Блаженная Евфросиния на смертном одре

За три недели до своей смерти Евфросиния заявила няне, приставленной к ней Натальей Протопоповой, что «два ангела в белых одеждах вышли из церкви и зовут меня к себе: „Евфросиньюшка, пора тебе к нам“»:32. Известие о том, что старица предрекла себе смерть, быстро распространилось по округе, и жители начали приходить к ней проститься и взять благословение. Многим она на память о себе дарила различные предметы — от крестиков и иконок до травы и одежды. Помещица Протопопова обратилась с письмом к епископу Тульскому и Белёвскому Димитрию с просьбой разрешить похоронить Евфросинию внутри Казанской церкви села Колюпаново. Разрешение на это епископ дал на следующий день после смерти Евфросинии.
Скончалась Евфросиния 3 (16) июля 1855 года. Смерть её была спокойной — она приняла причастие и в три часа дня пополудни, сложив руки на груди, умерла. На её погребение собралось множество народу из соседних сёл. Согласно её последней воле её погребли в полном монашеском облачении. У гроба, края которого были обставлены множеством свечей, все дни служились панихиды. 7 июля трое священников отслужили заупокойную литургию и затем шесть священников совершили отпевание Евфросинии. Все заупокойные богослужения возглавлял духовник Евфросинии Павел Просперов. Её тело погребли под полом трапезной деревянной Казанской церкви.

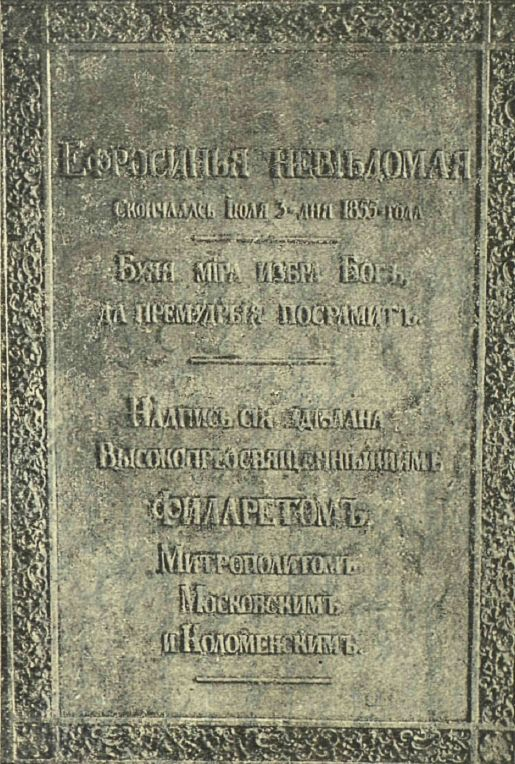
Могильная плита

По инициативе отца Павла на средства Алексея Цемша над могилой Евфросинии была установлена деревянная гробница с чугунной надгробной плитой:21. На ней с благословения митрополита Московского Филарета (Дроздова):37 была сделана надпись: 
Евфросиния неведомая. Буяя мира избра Бог, да премудрыя посрамит.

## Почитание
Почитание старицы, начавшееся ещё при её жизни, продолжилось после смерти. С 1884 года в храме перед каждой литургией начали совершать панихиду по Евфросинии. Стали появляться сообщения о чудесных исцелениях и помощи, приписываемых действию молитв к старице. С 1909 года по указу Тульской духовной консистории в храме завели книгу для записи подобных сообщений. В вышедшей в 1911 году полной биографии Евфросинии собрано 55 подобных свидетельств. Каждый год в день смерти и день ангела Евфросинии в Колюпаново приезжало множество паломников, совершалось соборное служение литургии, а затем панихиды на её гробнице:85. В 1910 году паломничество к гробнице Евфросинии совершил епископ Каширский, викарий Тульской епархии Евдоким (Мещерский):86. В 1914 году над её гробницей возвели деревянную позолоченную сень.
Почитанием пользовался и выкопанный Евфросинией источник. В 1885 году над ним установили навес — часовню на столбах, а в 1909 году — деревянную часовню, рядом с которой устроили крытую купальню. Каждый год в день Святой Троицы из Казанской церкви совершали крестный ход к источнику.
В 1931 году Казанская церковь сгорела, место погребения Евфросинии и её источник пришли в запустение.
В 1988 году состоялась местная канонизация Евфросинии в составе Тульских святых в лике блаженных, совершённая по инициативе архиепископа Тульского и Белёвского Максима (Крохи). Ей были составлены служба, акафист, тропарь, кондак. В 1993 году началось строительство каменного храма на месте сгоревшей Казанской церкви. В 1995 году по благословению митрополита Тульского и Белевского Серапиона, указом Святейшего патриарха Алексия II был учреждён Свято-Казанский женский монастырь, настоятельницей монастыря была назначена игуменья Евфросиния (в миру Мария Васильевна Кушнир). В 1996 году было завершено строительство нового Казанского храма. В нём над захоронением блаженной Евфросинии устроили мраморную раку с резной деревянной сенью. Церковь украшают фрески на сюжеты жития Евфросинии Колюпановской.
В 2005 году в Колюпановском монастыре состоялись торжества, посвящённые 150-летию со дня смерти блаженной Евфросинии. В Казанском храме была совершена литургия, а затем состоялся крестный ход к источнику Евфросинии, который продолжает иметь репутацию целебного и посещается многочисленными паломниками.